# 阿聯酋王冠中心
阿聯酋王冠中心（Emirates Crown）是一座位於阿拉伯聯合酋長國杜拜的住宅大廈，樓高296米（971英呎）。興建工程於2005年開始，2007年11月平頂，2008年2月落成，隨後成為杜拜第六高樓及世界第45高樓。

## 外部連結
- 阿聯酋王冠中心 - Emporis.com （页面存档备份，存于）
- 阿聯酋王冠中心 - SkyscraperPage.com （页面存档备份，存于）

25°05′17″N 55°08′47″E / 25.08806°N 55.14639°E